# Xã Redbank, Quận Armstrong, Pennsylvania
Xã Redbank (tiếng Anh: Redbank Township) là một xã thuộc quận Armstrong, tiểu bang Pennsylvania, Hoa Kỳ. Năm 2010, dân số của xã này là 1.064 người.